# Small Town Criminals – Vollzeiteltern, Teilzeitgauner
Small Town Criminals – Vollzeiteltern, Teilzeitgauner (Originaltitel: Friheden) ist eine dänische Krimi-Dramaserie des Streaminganbieters Viaplay und des Fernsehsenders TV3, die erstmals am 24. Oktober 2018 veröffentlicht wurde. Sie ist die erste eigenproduzierte dänische Serie des Streaminganbieters. Die deutschsprachige Erstveröffentlichung erfolgte am 6. Dezember 2019 bei Joyn. International wird die Serie unter dem Titel Pros and Cons vermarktet.

## Handlung
Die Serie handelt von Erik und Nina, die ein ruhiges Familienleben in einem Vorort von Kopenhagen führen und versuchen, ihre Vergangenheit als Dänemarks berüchtigtste Betrüger zu verbergen.

## Besetzung und Synchronisation
Die deutsche Synchronisation entstand unter der Dialogregie von Sabine Falkenberg mit dem Dialogbuch von Lioba Schmidt bei der VSI Berlin GmbH in Berlin.
| Rolle      | Schauspieler/in          | Synchronsprecher/in |
| ---------- | ------------------------ | ------------------- |
| Erik       | Lars Ranthe              | David Bunners       |
| Nina       | Lene Maria Christensen   | Isabelle Schmidt    |
| Jacqueline | Lotte Andersen           | Dana Friedrich      |
| Esther     | Emma B. Marott           | Victoria Frenz      |
| Patrick    | Kasper Løfvall Stensbirk | Patrick Keller      |
| Kaj        | Emil Tholstrup           | Nikita Steinert     |
| Mark       | Behruz Banissi           | Mario Klischies     |
| Mads       | Morten Brovn Jørgensen   | Asad Schwarz        |
| Severin    | Morten Suurballe         | Stefan Staudinger   |

## Episodenliste

### Staffel 1
Die Erstveröffentlichung der zehn Folgen fand am 24. Oktober 2018 ab 20 Uhr auf dem dänischen Streaminganbieter Viaplay statt. Die lineare Ausstrahlung auf dem dänischen Fernsehsender TV3 begann ebenfalls am 24. Oktober 2018 ab 20 Uhr mit Doppelfolgen und endete am 19. Dezember 2018. Die deutschsprachige Erstveröffentlichung erfolgte am 6. Dezember 2019 bei Joyn.
| Nr. (ges.) | Nr. (St.) | Deutscher Titel                | Originaltitel       | Erstveröffentlichung (Dänemark) | Deutschsprachige Erstveröffentlichung (Deutschland) |
| ---------- | --------- | ------------------------------ | ------------------- | ------------------------------- | --------------------------------------------------- |
| 1          | 1         | Die Vergangenheit holt sie ein | Afsnit 1            | 24. Okt. 2018                   | 6. Dez. 2019                                        |
| 2          | 2         | Wasserschaden                  | Afsnit 2            | 24. Okt. 2018                   | 6. Dez. 2019                                        |
| 3          | 3         | Angebissen                     | Afsnit 3            | 24. Okt. 2018                   | 6. Dez. 2019                                        |
| 4          | 4         | Eine unerwartete Wende         | Afsnit 4            | 24. Okt. 2018                   | 6. Dez. 2019                                        |
| 5          | 5         | Das kranke Kind                | Afsnit 5            | 24. Okt. 2018                   | 6. Dez. 2019                                        |
| 6          | 6         | Ende gut, alles gut?           | Afsnit 6            | 24. Okt. 2018                   | 6. Dez. 2019                                        |
| 7          | 7         | Im Minus                       | Afsnit 7            | 24. Okt. 2018                   | 6. Dez. 2019                                        |
| 8          | 8         | Die liebende Ehefrau           | Afsnit 8            | 24. Okt. 2018                   | 6. Dez. 2019                                        |
| 9          | 9         | Kuh auf dem Eis                | Afsnit 9            | 24. Okt. 2018                   | 6. Dez. 2019                                        |
| 10         | 10        | Bolivien                       | 10. Sæsonafslutning | 24. Okt. 2018                   | 6. Dez. 2019                                        |

### Staffel 2
Die Erstveröffentlichung der acht Folgen fand am 22. November 2020 auf dem dänischen Streaminganbieter Viaplay statt.
| Nr. (ges.) | Nr. (St.) | Deutscher Titel | Originaltitel      | Erstveröffentlichung (Dänemark) | Deutschsprachige Erstveröffentlichung (–) |
| ---------- | --------- | --------------- | ------------------ | ------------------------------- | ----------------------------------------- |
| 11         | 1         | –               | Afsnit 1           | 22. Nov. 2020                   | –                                         |
| 12         | 2         | –               | Afsnit 2           | 22. Nov. 2020                   | –                                         |
| 13         | 3         | –               | Afsnit 3           | 22. Nov. 2020                   | –                                         |
| 14         | 4         | –               | Afsnit 4           | 22. Nov. 2020                   | –                                         |
| 15         | 5         | –               | Afsnit 5           | 22. Nov. 2020                   | –                                         |
| 16         | 6         | –               | Afsnit 6           | 22. Nov. 2020                   | –                                         |
| 17         | 7         | –               | Afsnit 7           | 22. Nov. 2020                   | –                                         |
| 18         | 8         | –               | 8. Sæsonafslutning | 22. Nov. 2020                   | –                                         |